# 小新塔花
小新塔花（学名：Ziziphora tenuior），为唇形科新塔花属下的一个植物种。产中国新疆南北；原苏联、伊朗经西亚至巴尔干半岛。模式标本采自叙利亚。